# آکیوکی نوساکا
آکیوکی نوساکا (ژاپنی: 野坂 昭如; ۱۰ اکتبر ۱۹۳۰ – ۹ دسامبر ۲۰۱۵) رمان‌نویس، نویسنده، فیلم‌نامه‌نویس، خواننده و از نمایندگان مجلس مشاوران ژاپن بود.

## زندگی‌نامه
نوساکا در کاماکورا، کاناگاوا، متولد شد. همراه با خواهران او در ندا، کوبه، هیوگو بزرگ شد. نوساکا بخشی از «نسل خاکستر» (Yakeato Sedai) است که شامل نویسندگان دیگری همچون Oe Kenzaburo و Oda Makoto است. یکی از خواهرهایش به علت سوء تغذیه جان خود را از دست داد و پدرش در دوران بمبگذاری کوب در جنگ جهانی دوم در سال ۱۹۴۵ جان خود را از دست داد. خواهر دیگر او از سوء تغذیه در Fukui فوت کرد.
نوساکا بعداً تصمیم گرفت که داستان کوتاه خود را "مدفن کرم‌های شب‌تاب" را بر این تجربیات بنویسد. او به خاطر داستان‌های کودکان در مورد جنگ شناخته شده‌است.
او در سال ۲۰۰۳ سکته مغزی را تجربه کرد و اگر چه هنوز تحت تأثیر آن بود، Mainichi Shimbun را نوشت.
در روز ۱۰ دسامبر ۲۰۱۵، ساعت ۷ بعدازظهر، اعلامیه مرگ ناساکا منتشر شد، یک روزنامه‌نگار جانباز به نقل از او گفت: «ناساکا برای جلب نظر بیشتر مردم در مورد عقل سلیم، مورد توجه قرار گرفت، اما ژاپن اکنون وارد دوره ای شده‌است که این دیگر امکان‌پذیر نیست.